# Rolf Roosalu

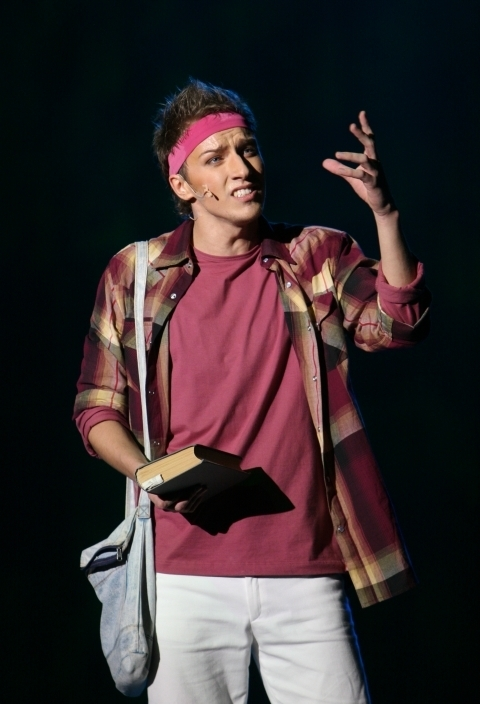
Rolf i musikalen Fame 2006

Rolf Roosalu, även känd som Rolf Junior, född 18 januari 1982 i Tartu, bosatt i Tallinn, är en estnisk sångare och musikalskådespelare.

## Karriär
Roosalu har flera gånger försökt att representera sitt land i Eurovision Song Contest, ännu utan att lyckas. 2010 deltog han senast i uttagningarna med låten "Maagiline Pãev", tillsammans med fiolgruppen Violina. Samma år läste han upp sitt lands röster i finalen av Eurovision Song Contest. 2010 deltog han också i musiktävlingen Sea Songs i Ukrainas huvudstad Kiev. Hans nummer koreograferades av den professionella koreografen Eka Chitasjvili från Georgien. Med det numret slutade han på en andra plats av 19 deltagare, och fick för det 60 000 estniska kroon (motsvarande 37 000 svenska kronor) i prispengar.
Den 16 december 2010 meddelade ERR deltagarlistan till Estlands nationella final till Eurovision Song Contest 2011, Eesti Laul. Rolf Roosalu återvände till tävlingen med låten "All & Now".

## Musikaliskt arbete

### 1993
- Oliver!

### 1995
- Don Quijote
- Kaval-Ants ja Vanapagan

### 1998
- Pokumäng

### 2002
- Raimond Valgrefestivalen
- Fizz Superstar (talang TV-show)
- Laulatus

### 2003
- Kaks takti ette
- The Caribbean Moods
- Miss Saigon
- The Greatest Love Stories,
- Summertime
- Estvocal
- Euro Hit

### 2004
- Starlight Cabaret,
- Vampiiride Tants
- Öölaps

### 2006
- Fame
- Amberstar
- Tuhkatriinu
- Cats, Andrew Lloyd Webber-musikal
- West Side Story